# Tephromela sorediata
Tephromela sorediata är en lavart som beskrevs av Kalb & Elix. Tephromela sorediata ingår i släktet Tephromela och familjen Mycoblastaceae.   Inga underarter finns listade i Catalogue of Life.